# Henry Roth
Henry Roth (Tiszmenicja, 1906. február 8. – Albuquerque, 1995. október 13.) amerikai regény- és novellaíró, aki akkor aratott sikert, miután 1934-ben megjelent Call It Sleep című regényét 1964-ben újra kiadták puhakötésben.

## Élettörténet
Roth az Osztrák–Magyar Monarchia-i Galíciában, a Stanislawow melletti Tiszmenicában (ma Tiszmenyicja, Ivano-Frankivszk közelében, Ukrajnában) született. Bár szülei soha nem egyeztek meg az Egyesült Államokba való megérkezésének pontos dátumában, a legvalószínűbb, hogy ő és édesanyja 1908-ban szállt partra Ellis Islanden, és New Yorkban kezdte meg életét. A család rövid ideig Brooklynban, majd a Lower East Side-on élt, abban a nyomornegyedben, ahol a Call It Sleep című klasszikus regénye játszódik. 1914-ben Harlembe költöztek. Roth 1927-ig élt ott, amikor a New York-i City College végzős hallgatójaként összeköltözött Eda Lou Waltonnal, egy költővel és a New York Egyetem oktatójával, aki Greenwich Village-ben, a Morton Streeten lakott.
Walton támogatásával 1930 körül kezdte el a Call It Sleep című regényt, amelyet 1934 tavaszán fejezett be, és 1934 decemberében jelent meg, többnyire jó kritikák közepette. A New York Herald Tribune könyvkritikusa, Lewis Gannett mégis előre látta, hogy a könyv nem lesz népszerű a New York-i Lower East Side sivár ábrázolásával, de azt írta, hogy az olvasók „emlékezni fognak rá, beszélni fognak róla, és izgatottan várják” Roth következő könyvét. A Call It Sleep lassan és gyengén fogyott, és miután elfogyott, az olyan magazinok, mint a Commentary és a Partisan Review kritikusai folyamatosan dicsérték, és újranyomását kérték. Miután 1960-ban újra kiadták keménykötésben, 1964-ben pedig papírkötésben, és több mint 1 000 000 példányt adtak el belőle, valamint több hétig szerepelt a New York Times bestsellerlistáján, a regényt a depresszió korszakának elfeledett remekműveként és a bevándorlás klasszikus regényeként ünnepelték. Ma széles körben az amerikai zsidó irodalom egyik remekművének tartják.
A könyv 1934-es megjelenése után Roth belekezdett egy második regénybe, amelyet a Scribner's szerkesztőjével, Maxwell Perkinsszel szerződött le. Roth egyre növekvő ideológiai frusztrációja és személyes zavarodottsága azonban mély írói válsághoz vezetett, amely egészen 1979-ig tartott, amikor elkezdte a Mercy of a Rude Stream legkorábbi vázlatait (bár az 1979-nél jóval korábban írt anyagot is beépítették ebbe a későbbi műbe). 1938-ban, a New York-i Saratoga Springsben, a Yaddo művésztelepen töltött terméketlen idő alatt Roth megismerkedett Muriel Parker zongoraművésszel és zeneszerzővel; ennek az időszaknak nagy részét ábrázolja Roth utolsó műve, az An American Type. Roth megszakította kapcsolatát Waltonnal, elköltözött a lakásából, és 1939-ben feleségül vette Parkert, a családja rosszallása közepette. A második világháború kitörésével szerszámkészítő lett. A házaspár először Bostonba költözött két kisfiával, Jeremyvel és Hugh-val, majd 1946-ban Maine államba. Ott Roth erdészként, tanárként, pszichiátriai felügyelőként dolgozott az állami elmegyógyintézetben, vízimadár-tenyésztőként, valamint latin és matematika korrepetitorként.
Arthur Hertzberg Harold U. Ribalow szerkesztőnek tulajdonította Roth „újrafelfedezését”. Ribalow egy maine-i farmon talált rá, rábeszélte, hogy engedélyezze a regény új kiadását, és bevezetőt írt az új kiadáshoz, amelyet a Pageant Books 1960-ban adott ki. Sok évvel később, miután Ribalow meghalt, és Roth megkapta a Ribalow-díjat, ezt írta Ribalow fiának, Meir Z. Ribalownak: „Köszönöm az elismerést. Az ilyen dolgok tartanak életben, biztos vagyok benne: az a kevés, ami megmaradt bennem, amit még képes vagyok érezni, úgy duzzad a büszkeségtől, mint egy öreg hordó dongái, amikor megtelik. Harold, akinek oly sokat köszönhetek, örömmel lett volna tanúja ennek az alkalomnak.”
Valójában Roth kezdetben nem örült a Call It Sleep 1964-es újrakiadása sikerének, inkább a magánéletét értékelte. De az írói válsága lassan kezdett feloldódni. 1968-ban, miután Muriel nyugdíjba ment a maine-i állami iskolarendszerből, a házaspár egy lakókocsiba költözött az új-mexikói Albuquerque-be, közelebb ahhoz a helyhez, ahol Roth írórezidensként tartózkodott a Taos melletti D. H. Lawrence-tanyán. Muriel újra zenét kezdett komponálni, míg Roth barátjával és olasz fordítójával, Mario Materassival együttműködve egy esszégyűjteményt adott ki Shifting Landscape címmel, amelyet a Jewish Publication Society adott ki 1987-ben. Muriel halála után, 1990-ben Roth egy lepukkant egykori ravatalozóba költözött, és azzal foglalkozott, hogy átdolgozza a Mercy of a Rude Stream című monumentális művének utolsó köteteit. Azt beszélték, hogy a főszereplő, egy nővér és egy unokatestvére közötti vérfertőző kapcsolatok a Mercy of a Rude Streamben önéletrajzi jellegűek. Roth nővére azonban tagadta, hogy ilyen események megtörténtek.
Rothnak nem sikerült kivívnia azt az elismerést, amelyet egyesek szerint megérdemelne, talán azért, mert a Call It Sleep megjelenése után 60 évig nem tudott újabb regényt produkálni. Hatalmas írói blokkját a személyes problémáknak, például a depressziónak és a politikai konfliktusoknak tulajdonította, beleértve a kommunizmusból való kiábrándultságát. Máskor a judaizmussal való korai szakítását és megszállott szexuális elfoglaltságát említette valószínű okként. Roth az új-mexikói Albuquerque-ben halt meg 1995-ben.
Philip Roth Zuckerman-regényeinek E. I. Lonoff karaktere (ebben az esetben a Szellemíró és az Exit Ghost) Roth, Bernard Malamud és kitalált elemek kombinációja.

## Munkák és írások

### Call It Sleep
Az 1934-ben kiadott Call It Sleep ("Nevezzük alvásnak", magyar fordításban: Mint egy álom) egy fiatal fiú, David Schearl viharos tapasztalataira összpontosít, aki a 20. század elején a New York-i Lower East Side-i zsidó bevándorlók nyomornegyedében nőtt fel.

### Mercy of a Rude Stream
A Mercy of a Rude Stream egy monumentális eposz, amely négy kötetben jelent meg. A főszereplő Ira Stigmant követi nyomon családja 1914-es zsidó-ír Harlembe érkezésétől 1927-ben a hálaadás napját megelőző éjszakáig, amikor Ira úgy dönt, elhagyja a családi bérházat, és Edith Welleshez költözik. David Mehegan kritikus szerint Roth Mercy-je az "amerikai irodalmi évszázad mérföldköve".
Az első kötet, az A Star Shines over Mt. Morris Park (Csillag ragyog a Mt. Morris Park felett) 1994-ben jelent meg a St. Martin's Press gondozásában, a második kötet pedig A Diving Rock on the Hudson (Búvárszikla a Hudsonon) címmel 1995-ben jelent meg St. Martin's-ban. Az A Diving Rock on the Hudsonban "Roth képszerűen ír a főszereplő, Ira Stigman és Stigman húga, Minnie tinédzserkori szexuális kapcsolatáról. Roth leír egy vérfertőző kapcsolatot is Stigman és unokatestvére, Stella között." Roth nővére "megfenyítette Rothot, amiért a "kinyilatkoztatásról" írt", és "fenyegette, hogy bepereli őt és a St. Martin's Presst... Roth és nővére megállapodást kötött, amelyben vállalta, hogy 10 000 dollárt fizet nővérének, cserébe a jogi lépések alóli mentesülésért. A szerződés ... azt is kikötötte, hogy Roth regényének jövőbeli kötetei többé nem ábrázolják Minnie Stigmant, "mint aki további szexuális kapcsolatban áll bátyjával, Ira Stigmannel".
Az 1996-ban keménykötésben megjelent From Bondage volt a négy Mercy-könyv első kötete, amely posztumusz jelent meg. A Requiem for Harlem, a negyedik és egyben utolsó kötet 1998-ban jelent meg. Roth nem sokkal halála előtt 1994-ben és 1995-ben is át tudta dolgozni a harmadik és a negyedik kötetet asszisztense, Felicia Steele segítségével.
Halála előtt Roth számos alkalommal megjegyezte, hogy a Mercy of a Rude Stream hat kötetből állt. Valójában Roth hat külön könyvet írt. Az első négyet "Batch One", az utolsó kettőt pedig "Batch Two"-nak nevezte. Roth szerkesztője a St. Martin's-ban, Robert Weil, valamint Felicia Steele, Larry Fox és Roth ügynöke, Roslyn Targ úgy találta, hogy az eposz négy kötetben lenne a legjobb, mivel a „Batch One” négy könyve a fennmaradó két könyvvel összeegyeztethetetlen stilisztikai és tematikai egységet tartalmazott.
Mario Materassi kritikus, Roth régi barátja, a Mercy of a Rude Stream és a Call It Sleep közötti különbséget magyarázva úgy érvel, hogy „A Call It Sleep olyan eszközként értelmezhető, amelyen keresztül, miután elszakadt családjától és hagyományaitól, az ifjú Roth nem sokkal gyermekkorának néhány töredékét felhasználta arra, hogy megerősítse annak a romjait, amit már akkor is elszakadt énjének érezte. Negyvenöt évvel később Roth újabb kísérletbe kezdett, hogy visszatekintő rendet hozzon élete zűrzavarába: a Mercy of a Rude Stream, amelyet régóta „folytonosságnak” nevezett, az idős szerző végső, monumentális erőfeszítéseként értelmezhető, hogy megbékéljen az életét meghatározó szakadási és folytonossági mintával”.
Fran Lebowitz író és értelmiségi közönség a Netflix „Pretend It's a City” című különművében arról beszél, hogyan lehet még mindig értékelni az egyén művészetét a tetteitől elkülönülten.

### An American Type
Roth utolsó regénye, az An American Type a „Batch 2”-ből alakult ki, amelyet Roth az 1980-as évek végén és az 1990-es évek elején írt. Asszisztense segítségével Roth 1900 gépelt oldalnyi jelenetet készített ott, ahol Mercy abbahagyta, és 1990-ig folytatódott. A "Batch 2" kézirata több mint egy évtizedig érintetlen maradt, mígnem Weil elküldte a The New Yorkernek, amely két részletet közölt a "Batch 2"-ből 2006 nyarán "God the Novelist" és "Freight" címmel. A The New Yorkernél a könyv Willing Davidson kezébe került, aki akkoriban a magazin szépirodalmi részlegének fiatal asszisztense volt. Weil és Roth irodalmi executora, Lawrence Fox javaslatára Davidson szerkesztette a „Batch 2”-t az An American Type-ba, amelyet W.W. Norton adott ki 2010-ben.
Egyszerre szerelmi történet és siránkozás, a regény 1938-ban kezdődik, és újra bemutatja a Mercy ciklus Ira Stigmanjét, a harminckét éves "nyomornegyedben született Yiddle"-t, aki asszimilációra vágyik, de traumatizálódott elszegényedett bevándorló múltja miatt. Nyugtalanul szerelmével és irodalmi mentorával, Edith Welles angol professzorral Ira Yaddóba utazik, ahol találkozik M-mel (aki csak a Mercy sorozatban szerepelt az öregember ábrándjaiban), egy szőke, arisztokrata zongoristával, akinek "nyugodt, angolszász kisugárzása" leköti őt.
Az ezt követő romantikus válság, valamint a gettózsidó gyökerei és Manhattan burzsoá kényelme közötti konfliktus arra kényszeríti Irát, hogy elhagyja szerelmese Greenwich Village-i lakását, és egy analfabéta, bolond kommunistával az amerikai nyugat ígéretét keresse. De úgy érzi, hogy Los Angelesben teljes kudarcot vallott, Ira hatalmas utazásba kezd hazafelé, csak azt tudja, hogy vissza kell térnie M-hez, ahhoz a nőhöz, akit igazán szeret.
2011-ben a Fiction folyóirat 57. számában 65 oldalnyi kivonat jelent meg a második kötegből, amelyek rövid naplóbejegyzéseket tartalmaztak. Ezeknek az oldalaknak a többsége Roth Maine-be költözéséről szól, attól tartva, hogy a kommunista párttal való kapcsolatai kísérteni fogják gyári munkahelyén Massachusettsben. Egy kis farmot vásárolva, és jenki szomszédokkal körülvéve Roth megkérdőjelezi zsidó identitását, és azért küzd, hogy megéljen egy Maine-i vidéken, ahol a talaj olyan kemény, hogy dinamitot kell használnia ahhoz, hogy elég mélyre fektesse a csövet, hogy elkerülje a téli fagyot. A rendkívüli hideg, amelyet ő és családja elviselt, a fakitermelés, a régiségekről és az állatokról a szomszédokkal folytatott alkudozás, valamint a hátsó erdők és a falusi Amerika világa alkotják ezeknek az oldalaknak a fő és valószínűtlen drámáját. Az utolsó részletben visszatér a Roth család feszült, vérfertőző világához Henry gyermekkorában.

### Témák
Henry Roth írásának középpontjában a bevándorlók tapasztalatai állnak, különösen a zsidó-amerikai tapasztalatok a depresszió korszak Amerikájában. New York-i élet krónikásaként is emlegették.
Roth munkája a kulturális romlottság megszállottságát tárja fel: az értelmiség és a társadalom egészének belső elmozdulását, amely oly hangsúlyosan megjelenik a legnagyobb modernista írók munkáiban. Valójában Roth gyakran rögzíti az emberi romlottságot sokféle formában. A szexuálisan utálatos cselekedetek, mint például az incesztus, a hűtlenség és a ragadozás, munkája jelentős részét képezik, csakúgy, mint az erőszak vagy visszaélés általánosabb légköre, amelyet gyakran okoznak másoknak, és mazochista módon befelé fordulnak.
Roth egész életében egyszerre fogadta el és utasította el a megbocsátó Isten fogalmát, és ezt az ambivalenciát az írása is rögzíti. Mario Materassi a "Shifting Urbanscape: Roth's "Private" New York" című művében azt sugallja, hogy Rothot "soha nem érdekelte más történet, mint egy olyan ember gyötrődő története, aki élete során minden korábbi pozíciójával ellentmondott és hiedelmek."
Míg Roth művei általában tragikusak, és gyakran könyörtelenül azok, későbbi munkái a megváltás vagy az irgalom lehetőségét tartják szem előtt. Ez a felfogás különösen nyilvánvaló az Egy amerikai típusban, ahol Ira és M közötti szerelem a transzcendencia eszközévé válik.

## Díjak és kitüntetések
Roth két tiszteletbeli doktori címet kapott, egyet a University of New Mexico-tól, egyet pedig a Hebrew Union College–Jewish Institute of Religion-tól. 1987-ben elnyerte a Nemzetközi Nonino-díjat Olaszországban. 1995-ben posztumusz Hadassah Harold Ribalow életműdíjjal, a New York-i Múzeum pedig Ruth Messingerrel, a Manhattan kerület elnökével tüntette ki, aki 1996. február 29-ét "Henry Roth Day"-nek nevezte New Yorkban. A National Book Critics Circle 1997-ben a From Bondage-t a Fiction Prize döntőseként említette, és ugyanebben az évben Henry Roth elnyerte a Forward Foundation első Isaac Bashevis Singer-díját irodalmi kategóriában. 2005-ben, tíz évvel Roth halála után jelent meg élete első teljes életrajza, Steven G. Kellman irodalomtudóstól a Redemption: The Life of Henry Roth című díjnyertes, majd ezt követte 2006-ban Henry Roth centenáriumi évfordulója, amelyet a CCNY által szponzorált és Lawrence I. Fox, Roth irodalmi végrehajtója által szervezett irodalmi tisztelgés jellemez a New York-i Közkönyvtárban.

## Bibliográfia
- Call It Sleep(wd) (1934)
- "Where My Sympathy Lies," The New Masses, vol. 22, no. 10 (March 2, 1937), pg. 9.—extols and justifies the Moscow Trials.
- Nature's First Green (1979)
- Shifting Landscape: A Composite, 1925–1987 (1987)
- Mercy of a Rude Stream Vol. 1: A Star Shines Over Mt. Morris Park (1994)
- Mercy of a Rude Stream Vol. 2: A Diving Rock on the Hudson (1995)
- Mercy of a Rude Stream Vol. 3: From Bondage (1996)
- Mercy of a Rude Stream Vol. 4: Requiem for Harlem (1998)
- An American Type (2010)

### Magyarul megjelent
- Mint egy álom (Call It Sleep) – Magvető, Budapest, 1989 · ISBN 9631415341 · Fordította: Dezsényi Katalin

## Fordítás
- Ez a szócikk részben vagy egészben  a   Henry Roth című angol Wikipédia-szócikk fordításán alapul.  Az eredeti cikk szerkesztőit annak laptörténete sorolja fel. Ez a jelzés csupán a megfogalmazás eredetét és a szerzői jogokat jelzi, nem szolgál a cikkben szereplő információk forrásmegjelöléseként.